# THE TRIPLE X
THE TRIPLE X（ざ とりぷる えっくす、1998年 - ）は、日本のハードロックバンド。

## 概要
ごくわずかだがメディアの紹介文やイベント参加の告知で「桑名正博&THE TRIPLE X」と表記されたこともあった。2003年から2009年8月までの休止期間を挟みメンバーチェンジ後、再開させたが桑名死去後は解散状態にある。

## メンバー
桑名正博／リードボーカル、ギター
芳野藤丸／ギター、ボーカル　※2002年に加入
原田喧太／ギター、ボーカル　※2009年に加入
平山牧伸／ドラム ※2009年に加入
津澤崇／ベース ※2009年に加入
小島良喜／キーボード ※2009年に加入

### 旧メンバー
河内淳貴／リードギター、ボーカル
岡本郭男／ドラム、ボーカル
MOTTO／ベース、ボーカル※怪我で休養中時は高橋ヨシロウ・福島聡亨が代役を務めた。
St.Lee坂本／キーボード、ボーカル　※2002年に加入

## 結成の経緯
ヒット曲を世に送り出し歌手として知名度を上げた過去の実績と、現在進行形の芸能人としての成功が葛藤をもたらし、また世間での安易なヒット曲大量生産にも憂いを感じ、桑名の心には聴かせる音楽への思いが日に日に強くなっていた。また、自分と同世代が楽しめる上質な音楽も減少傾向にあると感じていた。その頃、古くから桑名と交流がありコンサートやアルバム制作を援助したこともある河内は先のことを見据え音楽活動での構想を幾つか持っていたが、その中の一つ“ハードロックをバンドで演ってみたい”が桑名の思いと一致したことを知ると即インターネットを介して曲を送った。これを聴いた桑名は自分の構想と合致すると感じ急いで詞を書いてすぐに河内に送り返した。このようなやり取りで次々と新しい曲が作られていった。最初は商業ベースでの成功云々は考えずに二人での活動を視野に入れ、ユニット名も「ストーンカウンティー」と決め、必要時にサポートメンバーを臨機応変に入れ替えて展開していく予定であった。しかしアレンジを施していくうちに、両人と共演経験があり音楽業界に対して二人と同じ疑問を持つ岡本とMOTTOが加入意思を表明し、メンバーの固定が妥当と判断されたためバンド形態で活動することになった。それに伴い名前も変更することとなり、インターネット上でのやり取りが始まったことと“大人向け”がコンセプトになったことから「THE TRIPLE X」が選ばれた。

## 作品
- 「WE ARE THE TRIPLE X」（1998年5月16日）
  - 作詞・作曲・編曲の表記は全てバンド名となっている。また河内はレコーディング・エンジニアも担当した。

1. BUSH ～愛の密林
タイトルの「BUSH」には寝癖・もじゃもじゃ・裏切りといった意味があるがここでは特に女性の身体の局部を指している。この曲を含めた数曲のPVがYouTubeにある桑名が開設したチャンネルより閲覧できる。
2. めっちゃ大変！
好景気を懐かしむ人たちがよく口にした言葉「バブルの頃は良かった」を自戒も含めて歌にしたもの。
3. 空気感染
偏見や差別が無くならない世間を揶揄した歌。
4. 街のダンボーラー
大阪市の行政によって強制退去させられた「ダンボーラー（ホームレス）」を弁護する側としての歌。
5. となりのおっさん
以前は家族を捨てるといえば、男性（夫）がそうすることをイメージされていたが女性進出が目覚しくなった今は、男性が反対の立場に遭うことも見られる。その悲哀にスポットを当てた一曲。
6. やめられへんのか悪い癖
どうしても止められない癖を持つ人間のことを“変なオバちゃん”に置き換えて面白おかしく表現している。
7. 吸うてたくせに・・・！
真面目に子供の教育に取り組んでいる親にも、その説得力を失わせる過去があったりする。そんな矛盾をコミカルに歌い上げている。
8. お前の誕生日
CCRやビートルズが誕生日の歌を作れば、こんな感じになるのでは?と遊び心でシミュレーションした曲。
9. もっとセクシーに
年齢を重ねていっても「セクシーさ」は忘れずに、前向きに生きていきましょう!と同年代に訴えるメッセージソング。
10. ある元和製フォーク歌手の郷愁
他のフォークシンガーを真っ向から否定するものではなく、このバンドとして提出したフォークソングの見本。歌詞やMVには大正から昭和にかけて飲まれてきたみかん水や大阪湾に注ぐ一級水系の大和川、また阪堺線と思われる菱形パンタグラフを搭載した単行車両が出ていることから、曲名の｢元和製フォーク歌手｣は桑名のことであると考えられる。歌詞カードには掲載されていないがハーモニカとシンセサイザーは河内が演奏した。南海部品のCM曲に使用された。

- 「Lolita Complex」（1999年11月25日）
  - 前作に引き続きインディーズレーベルのFUNNY RECORDZから販売。

1. セクシャルバイオレンス1999
2. 登校拒否
コーラスに諸岡ケンジと美勇士、桑名が当時理事長を務めていた東京自由学園の生徒も数名参加している。
3. セブンティーン
4. 空飛ぶ青春
パーカッショニストの三沢またろうがタンバリンで参加している。
当時も問題になっていた若者の自殺に焦点を当てた曲。
5. 最後の冬休み
6. やりたいことは？
三沢のパーカッションが前面に出されたラテン色の濃いハードロック。
コンガ、ティンバレス、ギロを含めた多くの楽器が用いられている。
7. ある証券マンの告白
リードボーカルは岡本が担当。元々は｢赤裸々｣という河内のオリジナル作品であったが初音源化に際し詩を書き換えた。妻に出て行かれた男を歌った曲で、交際・再婚の強い願いが込められている。歌詞には竹下景子の名前も出ている。
8. 恋の夏休み
リードボーカルは河内が担当。ソロ作品にも共通するバラード曲。
9. 若き日の勲章
10. ハイウェイスター
11. リッキーのテーマ
プロレスラーのリッキー・フジを題材にした曲。前述の理由でMOTTOは不参加。

- 「人生の訓示」（2002年10月23日）
  - メジャーデビューとなる三作目のアルバム。6人編成になってからの最初の作品であるが、これまでとは違い詞は全て桑名（歌詞カードでは「Mo-jah」と表記）が書き、作曲は岡本・MOTTO以外のメンバーが担当している。編曲・プロデュースは従来どおりバンドで行っている。

1. 黒い河
作曲は芳野で歌詞カードにはFoo Changと表記されている。
2. 狂乱の夜
途中で岡本のドラムソロが入っている。副題は「Like a hurricane」。作曲はMo-jah。
3. 一日の終わり
途中でMOTTOのベースソロが入っている。作曲はMo-jah。
4. 勇敢な君
テレビ大阪の番組「M-VOICE」でオープニング曲に使用された。作曲はMo-jah。
5. 地球が泣いている
環境問題をテーマにしたJUN-BOHこと河内作曲の歌。途中のオルガンソロは坂本（名前表記はSt.Lee）による。
6. 夏の傷跡
ハーモニカは河内が担当。作曲はSt.Lee。
7. 君の影
作曲はSt.Lee。
8. 愛の鎖
表記されていないが河内がハーモニカを吹いている。作曲はMo-jah。
9. 大きな愛
作曲はMo-jah。
10. 人生の訓示
TBS「笑林寺」のオープニングテーマ曲・WOWOW「音のサマ」のエンディングテーマ曲としてそれぞれ使用された。作曲はMo-jah。

## その他の活動
2001年12月14日に桑名正博指揮のもと制作されたドイツ国際平和村支援CD「旅の途中～ドイツより愛をこめて」をハートエイド名義で発表された。西城秀樹・松本孝弘・河村隆一を含む多数のミュージシャンが携わっているので「THE TRIPLE X」名義にはならないが、メンバー4人に加え後で加入する芳野・坂本も参加している。同年の年末に放送された「ザ・ベストテン」に出演し「セクシャルバイオレットNo.1」を披露した。トークも司会者＆桑名だったが唄・演奏は実質THE TRIPLE Xだったのでオリジナルとは雰囲気の違う、いかにもこのバンドらしい内容であった。

## インディーズレーベルの選択理由
「売れる」・「流行る」といった音楽は決して悪くは無いが、CD盤製造業界とアーティストの将来に向けられている関心の度合いにバランスが取られていない現状に注目し、メジャーでなくても、ハートのある優れた音楽を企画・制作から生産・販売に至るまで可能であることを証明する為、あえてインディーズからリリースしている。また、インディーズで活躍しているアーティストにもっと真剣に著作権に取り組んで欲しいとの願いもある。かといってメジャーを全て拒否しているわけではない。実際、3枚目のアルバムはメジャーから発売されている。

## 活動停止と再開
各メンバーのソロ活動専念とバンドとしての目的を大方果たせたとして2002年12月31日に行われたカウントダウンライブで活動休止を宣言した。以降、短期間であるが「TRIPLE東京」と名乗り活動していたが、メンバーについては、田辺は公式サイトで、芳野・シンシア（シュンケイ（Crystal Kayの母親））・坂本・岡本・田辺としているが、坂本の公式サイトには、岡本・田辺・芳野・坂本・山本一と掲載され、岡本はファンの質問（ファンサイトに掲載）に対し、芳野・坂本・田辺・岡本と答えており、解釈がそれぞれ異なっている。
その後、メンバーを入れ替えて再開するも、桑名の死去により再度停止になる。公式なアナウンスは無いが現在も解散状態にある。

## 参考
- 「不良親父のボランティア」－桑名正博／著　講談社